# Radio (apparecchio)
La radio è un dispositivo elettronico utilizzato per la ricezione e la riproduzione di segnali radiofonici, ossia onde elettromagnetiche trasmesse attraverso l’etere, che vengono convertite in suoni udibili.

## Storia

### Radio a cristallo

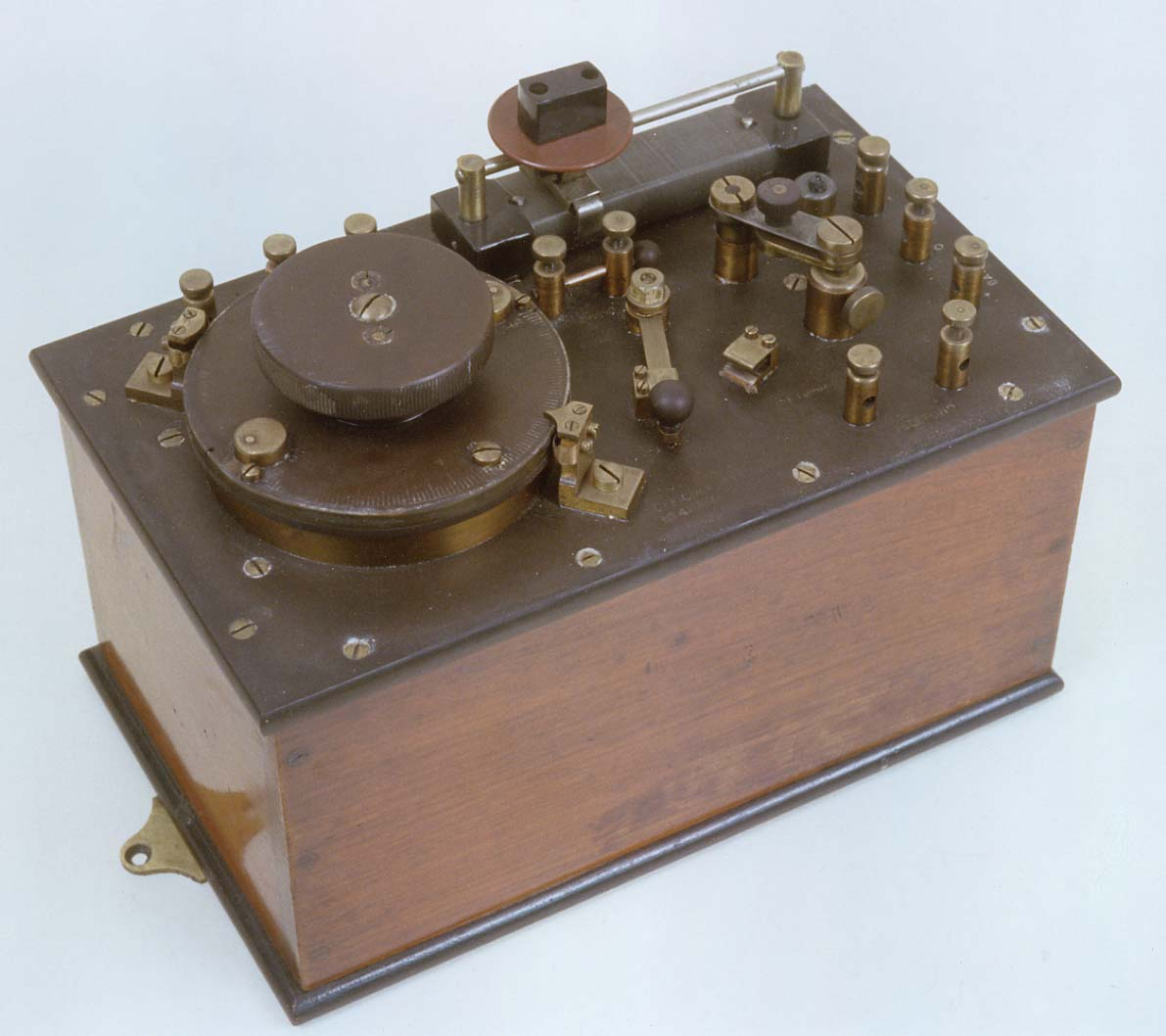
Ricevitore per Telegrafia Senza Fili (TSF) basato sulla rivelazione a cristallo di Carborundum, costruito dalle Officine Radiotelegrafiche Marconi di Genova tra il 1905 e il 1918.

Le radio a cristallo (o detector a cristallo) furono tra i primi ricevitori radiofonici utilizzati all'inizio del XX secolo. Erano dispositivi semplici, privi di amplificazione attiva, capaci di captare segnali radio AM grazie a un diodo al cristallo (spesso una galena) che fungeva da rivelatore di segnale. Queste radio funzionavano senza alimentazione elettrica esterna: l’energia necessaria proveniva direttamente dall’onda radio captata attraverso un'antenna lunga e un efficiente sistema di terra. Il segnale audio, debolissimo, poteva essere ascoltato solo tramite una cuffia ad alta impedenza.
Tra le versioni più diffuse rientrano le "radio a galena", così chiamate per l’impiego della galena (solfuro di piombo, PbS) come materiale semiconduttore. In queste, il cristallo di galena funge da diodo, mentre un sottilissimo filo metallico (detto "gatto che fruga") veniva regolato manualmente per trovare un punto sensibile alla rettificazione del segnale.
Il circuito tipico di una radio a cristallo includeva:
- un’antenna lunga (spesso decine di metri);
- un sintonizzatore a bobina variabile o condensatore variabile;
- un diodo a cristallo (galena con puntale in metallo, detto "gatto che fruga");
- una cuffia ad alta impedenza (2.000–4.000 ohm).

Nonostante le prestazioni limitate, le radio a cristallo furono diffusissime tra il 1910 e il 1940, grazie al basso costo e alla semplicità costruttiva. Erano spesso costruite in modo artigianale da appassionati e studenti, e sono tuttora oggetto di interesse storico e collezionistico.
Alcuni modelli di produzione industriale comparvero negli anni Venti, soprattutto negli Stati Uniti e in Europa, come strumento educativo e di accesso popolare alla radiofonia.
L’assenza di amplificazione rendeva la loro ricezione molto sensibile alle condizioni locali, alla lunghezza dell’antenna e alla selettività del circuito, ma anche affascinante per chi volesse sperimentare con la radio in forma pura.

### Radio a valvole

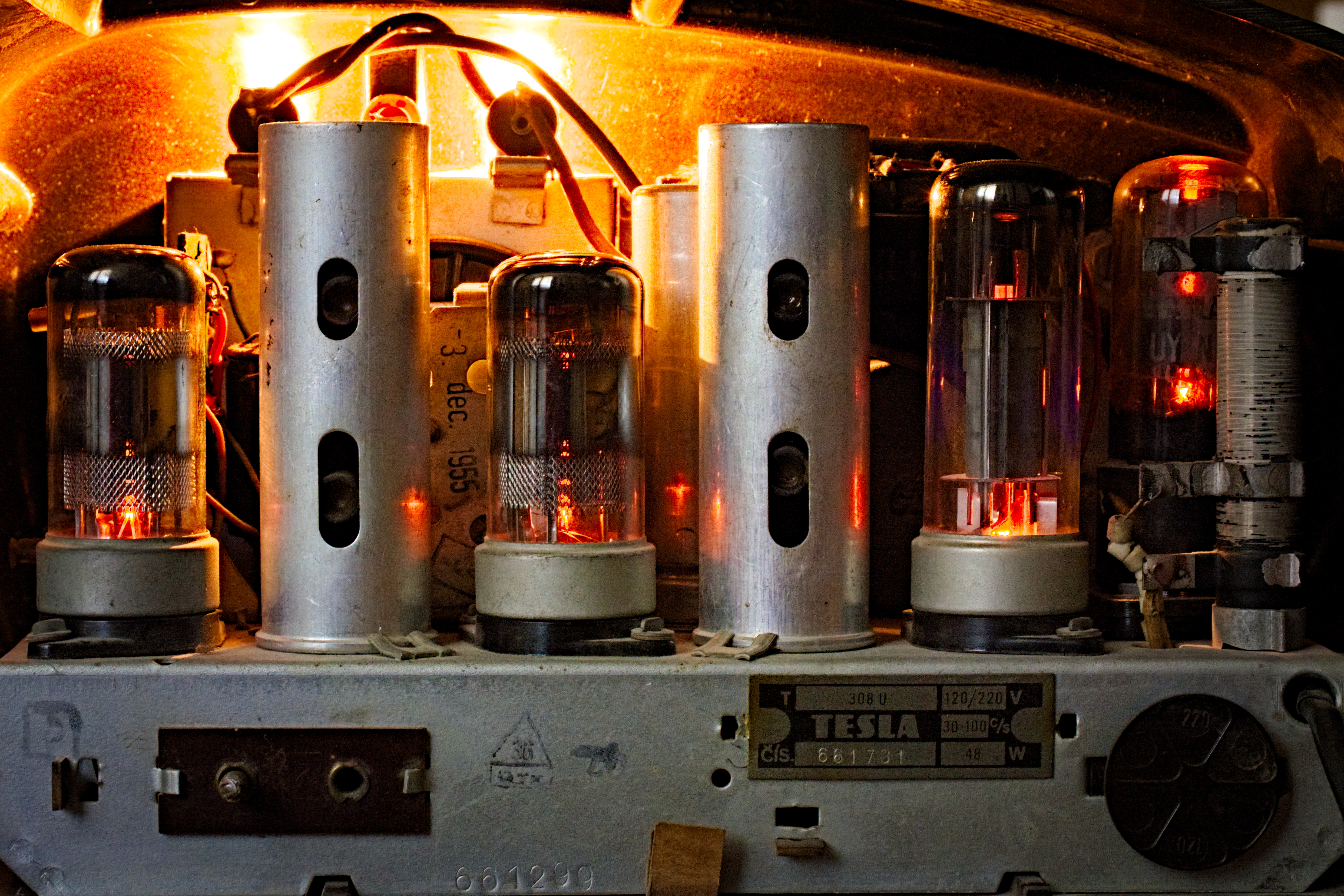
Interno della radio a valvole compatta Tesla 308U (AM/LW/MW), prodotta tra il 1953 e il 1958.

Le "radio a valvole" sono ricevitori radiofonici che utilizzano valvole termoioniche' (dette anche tubi elettronici) per amplificare, demodulare e talvolta generare segnali elettrici. Introdotte a partire dagli anni Venti, hanno dominato il mercato radiofonico mondiale fino alla progressiva diffusione dei transistor a partire dagli anni 1950.
La valvola termoionica consente il controllo del flusso di elettroni in un tubo sotto vuoto, grazie a un sistema composto da catodo, anodo (placca) e griglia di controllo. La sua capacità di amplificare segnali deboli rese possibile la ricezione anche di stazioni lontane, con un volume udibile da altoparlanti e non più limitato alle sole cuffie, come avveniva con le radio a cristallo..
Le prime radio a valvole richiedevano diverse fonti di alimentazione, spesso separate (per i filamenti, la placca e la griglia), ma già negli anni Trenta iniziarono a diffondersi modelli più compatti e affidabili, con alimentazione a corrente alternata. Tra gli anni Trenta e Quaranta, le radio a valvole divennero un oggetto domestico comune, spesso racchiuso in eleganti mobili di legno, e simbolo della modernità e della comunicazione di massa.
Dal punto di vista tecnico, le radio a valvole si articolano generalmente in più stadi:
- Stadio di sintonia: seleziona la frequenza desiderata;
- Stadio RF: amplifica il segnale radiofrequenza ricevuto;
- Rivelatore (demodulatore): estrae il segnale audio;
- Stadio AF: amplifica il segnale audio per inviarlo all'altoparlante.

L'evoluzione dei circuiti portò alla realizzazione di modelli supereterodina, che migliorarono sensibilità, selettività e stabilità del segnale. Questo principio, ancora oggi alla base dei ricevitori moderni, venne brevettato da Edwin Armstrong nel 1918.
Con l'avvento del transistor alla fine degli anni ’50, le radio a valvole iniziarono un lento declino, pur rimanendo in produzione per alcune applicazioni professionali fino agli anni ’70. Oggi sono oggetto di collezionismo e apprezzate dagli audiofili per il suono caldo e la particolare estetica rétro.
Le radio a valvole hanno avuto un ruolo fondamentale non solo nella storia della tecnologia, ma anche nella cultura popolare e nella diffusione della radiofonia di massa.

#### Supereterodina e modulazione di frequenza

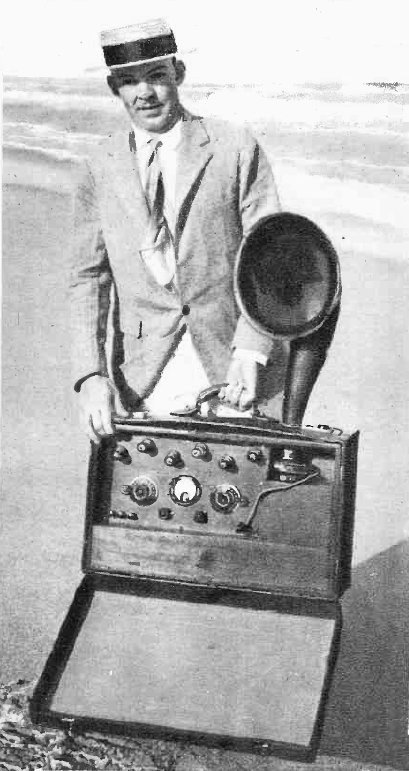
E. Armstrong con una radio portatile supereterodina, costruita per la moglie nel 1924.

Un momento decisivo nello sviluppo tecnologico degli apparecchi radio fu l’introduzione, nel 1918, del principio della supereterodina da parte di Edwin H. Armstrong. Questo sistema, ancora oggi alla base della maggior parte dei ricevitori, permise di ottenere una maggiore qualità del segnale e una significativa riduzione delle interferenze, grazie alla conversione delle frequenze ricevute in frequenze intermedie più facilmente gestibili dai circuiti elettronici. Nel 1933, Armstrong introdusse un'altra importante innovazione tecnica per la radio: la modulazione di frequenza (FM): rispetto alla modulazione di ampiezza (AM), garantiva una qualità audio nettamente superiore e una maggiore resistenza alle interferenze. Tuttavia, nonostante i suoi vantaggi, questa tecnologia si diffuse su larga scala solo a partire dagli anni Cinquanta, affermandosi in particolare nella trasmissione musicale.

#### Gli apparecchi della propaganda
Negli anni Trenta e Quaranta, in Italia furono realizzati apparecchi radiofonici come la Radio Rurale e la Radio Balilla per diffondere le trasmissioni radio anche nei territori extraurbani.
In Germania fu introdotto il Volksempfänger, un apparecchio radio economico promosso dal ministro della propaganda Joseph Goebbels per diffondere la propaganda nazista.

### Il passaggio al transistor

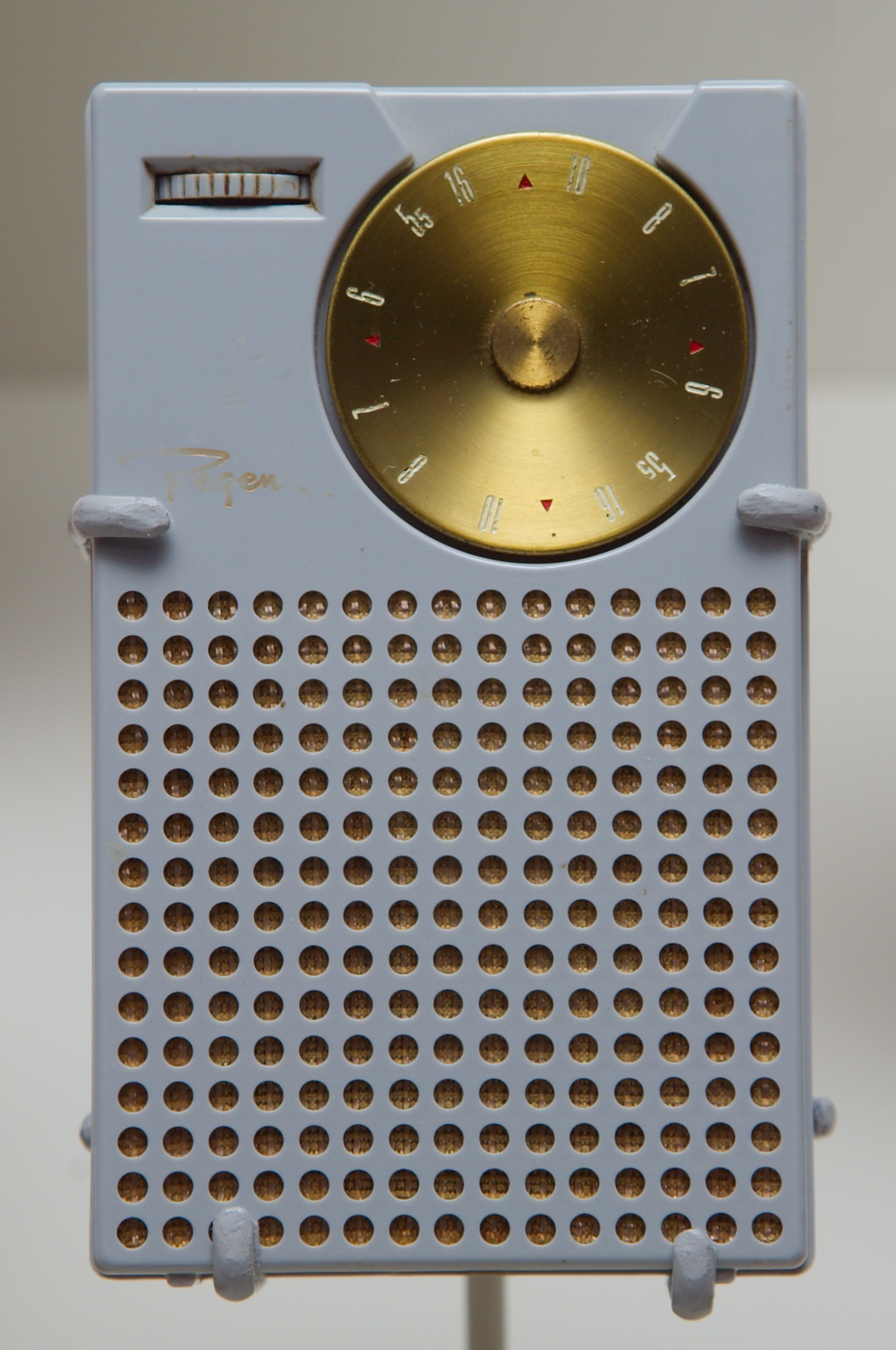
Regency TR-1, prima radio a transistor commerciale (1954).

Le "radio a transistor" sono ricevitori radiofonici che utilizzano componenti elettronici a stato solido, in particolare il transistor, al posto delle valvole termoioniche. Introdotte su scala commerciale a partire dalla seconda metà degli anni Cinquanta, segnarono una rivoluzione nella miniaturizzazione e portabilità degli apparecchi.
Il transistor, inventato nel 1947 presso i laboratori Bell da John Bardeen, Walter Brattain e William Shockley, consente di amplificare i segnali elettrici con maggiore efficienza, minore consumo energetico e dimensioni molto più contenute rispetto alle valvole.
La prima radio a transistor di produzione commerciale fu la "Regency TR-1", lanciata nel 1954 negli Stati Uniti. Sebbene il suo costo iniziale fosse elevato, la rapida diffusione della tecnologia rese i modelli successivi economici e molto popolari, specialmente tra i giovani e nelle fasce sociali più ampie.
Le radio a transistor resero possibile l’ascolto della radio ovunque: in viaggio, all’aperto, a scuola. Questo nuovo stile di fruizione contribuì profondamente alla trasformazione culturale del mezzo radiofonico, accompagnando fenomeni come il rock and roll, la radio commerciale e la personalizzazione dell’ascolto.
Dal punto di vista circuitale, le radio a transistor mantengono spesso la struttura a supereterodina, ma con componenti a semiconduttore. Alcuni modelli più semplici impiegano circuiti diretti a conversione singola o ricevitori rigenerativi a transistor.
Ancora oggi, le radio a transistor continuano a essere prodotte, soprattutto nei modelli portatili e di emergenza, per la loro affidabilità, basso costo e semplicità d’uso.

### L’ascolto in mobilità

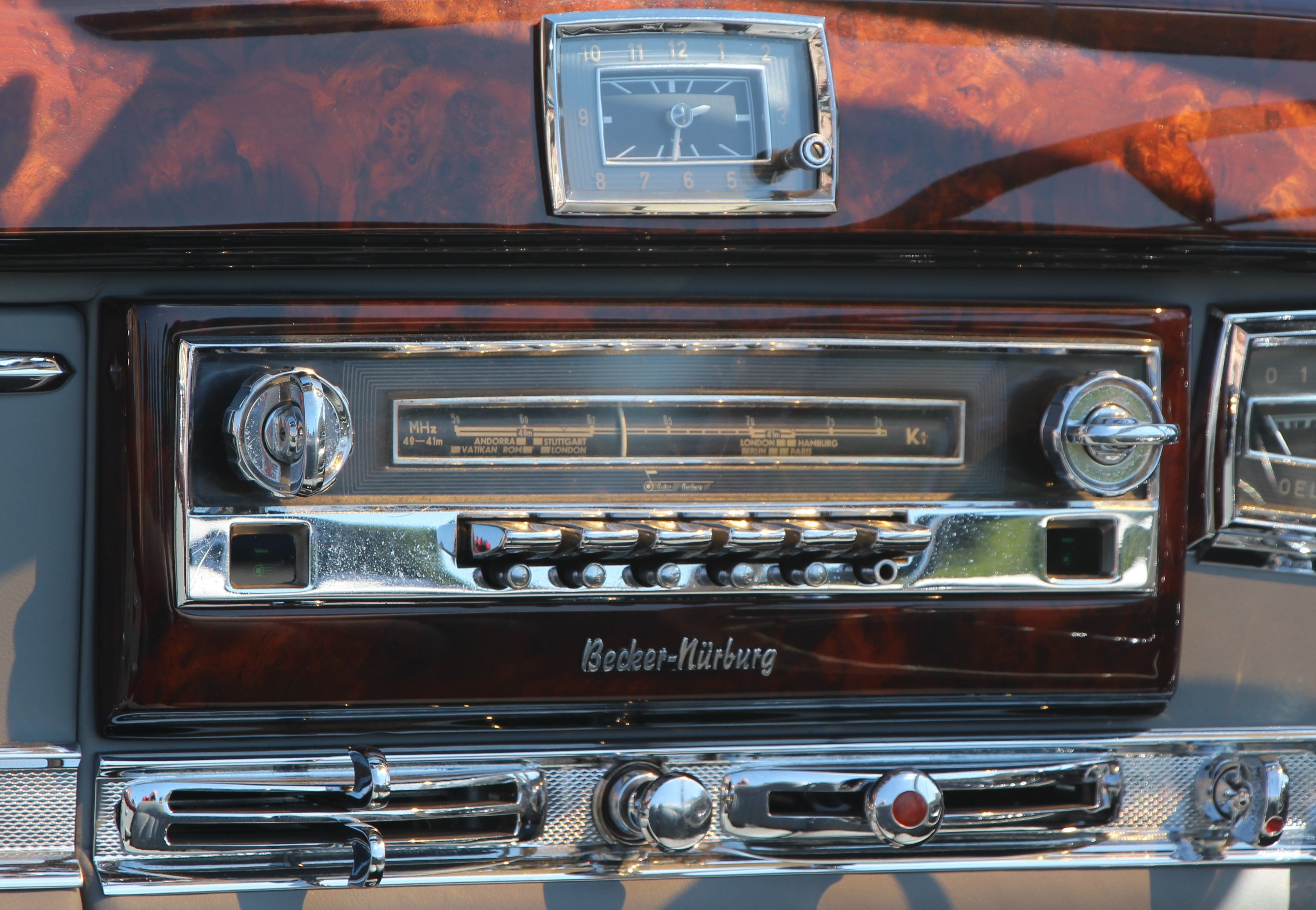
Autoradio Becker degli anni '50

Il primo prototipo di radio integrato in un'automobile (autoradio) fu realizzato nel 1922 da Paul Galvin, futuro fondatore della Motorola. Tuttavia questo dispositivo non fu mai prodotto in serie.
Il primo modello commerciale di autoradio fu invece il "Motorola 5T71", lanciato nel 1930 dalla "Galvin Manufacturing Corporation", che rese la radio accessibile e diffusa nei veicoli.
Negli anni successivi, la radio divenne sempre più diffusa nelle automobili, contribuendo alla nascita della cultura dell’ascolto in mobilità; parallelamente, la qualità dell’audio migliorò grazie all’adozione della modulazione di frequenza.
Nel corso del tempo, gli apparecchi radio hanno continuato a evolversi, integrando nuove funzionalità come l'orologio e l'allarme. L'introduzione del lettore di Audiocassette, brevettato da Philips nel 1963, ha poi permesso agli automobilisti di ascoltare la propria musica preferita, affiancando l'offerta radiofonica. Successivamente, l'avvento del lettore CD, sviluppato congiuntamente da DENSO TEN e Toyota nel 1983, ha portato la qualità audio digitale in auto, segnando un'altra tappa fondamentale nell'evoluzione dell'intrattenimento in mobilità.

### L’era delle radio digitali
Con l’avvento del XXI secolo, la radio ha subito una trasformazione profonda anche dal punto di vista dei dispositivi. L’introduzione della radio digitale, a partire dagli standard DAB (Digital Audio Broadcasting) e DAB+, ha portato sul mercato ricevitori di nuova generazione, progettati per offrire una qualità audio superiore, una maggiore resistenza alle interferenze e la possibilità di ricevere informazioni testuali e multimediali (come titoli di brani, notizie o immagini) visualizzabili su schermi LCD.
I nuovi apparecchi digitali sono generalmente dotati di:
- Sintonia automatica con selezione alfabetica delle stazioni;
- Display a colori o monocromatico per informazioni di servizio;
- Funzionalità multibanda (FM/DAB/DAB+);
- In alcuni casi, connessione Wi-Fi o Bluetooth per la ricezione Internet o l'integrazione con altri dispositivi smart.

In Italia, il DAB+ è diventato obbligatorio su tutte le nuove auto vendute a partire dal 2020.

### Internet e SDR
Tuttavia, l'evoluzione tecnologica non si è fermata. La crescente diffusione della connettività internet nelle automobili ha aperto nuove prospettive per la fruizione dei contenuti radiofonici. L'IP radio, ovvero la trasmissione di contenuti radiofonici tramite internet, sta diventando una valida alternativa al DAB+, offrendo una gamma ancora più ampia di stazioni e contenuti on-demand.
Alcuni modelli recenti includono anche batterie ricaricabili, funzionalità smart (controllo vocale o app companion) e integrazione con assistenti virtuali, rendendo questi dispositivi parte integrante degli ecosistemi domotici..

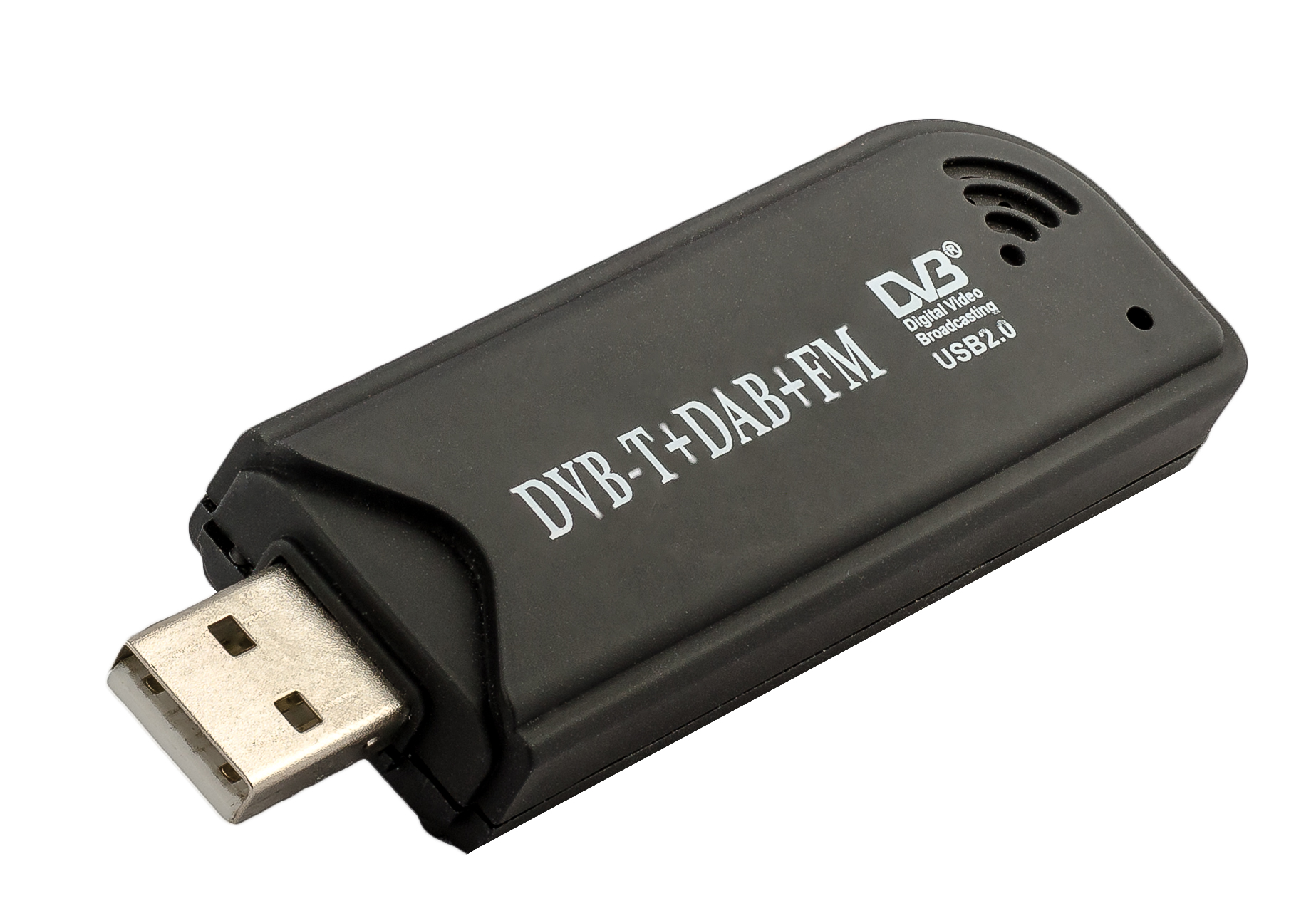
Ricevitore radio USB di segnali DVB-T, DAB e FM

In parallelo si è diffusa la radio Internet, accessibile tramite apparecchi dedicati o tramite applicazioni su smartphone, tablet e "smart speaker". I dispositivi ibridi, in grado di ricevere sia segnali DAB/FM sia streaming via Wi-Fi, rappresentano oggi uno dei tipi più versatili sul mercato.
La miniaturizzazione dei componenti ha inoltre permesso la nascita di ricevitori portatili digitali, spesso di dimensioni tascabili, impiegati anche in contesti professionali come il giornalismo mobile o la radio d’emergenza.
Parallelamente, l'evoluzione dell'elettronica ha reso possibile la radio definita via software (SDR), ovvero ricevitori nei quali molte funzioni precedentemente implementate in hardware sono affidate a componenti digitali programmabili, rendendo gli apparecchi più flessibili e aggiornabili.
Infine, la crescente domanda di efficienza energetica ha portato allo sviluppo di radio digitali a basso consumo, con pannelli solari o manovelle integrate per ambienti remoti o situazioni di emergenza.

## Funzionamento e componenti
Il funzionamento di una radio si basa sulla ricezione e elaborazione dei segnali da parte dell'antenna radio di cui la radio è dotata.
L'antenna della radio riceve anzitutto i segnali radio provenienti da una stazione radio nelle vicinanze. Il segnale ricevuto contiene diverse frequenze: la frequenza desiderata per l'ascolto (a cui corrisponde un determinato canale) è selezionata tramite l'operazione di sintonizzazione, che avviene generalmente spostando una manopola o un pulsante della radio, mentre sullo schermo della radio appaiono la frequenza selezionata o il nome del canale.
Il segnale ricevuto dall'antenna viene amplificato e processato da un apposito circuito di demodulazione (o circuito di rivelazione"), che permette di estrarre dal segnale radio le informazioni incorporate, come la voce o la musica. Il segnale audio così ottenuto viene ulteriormente amplificato e trasformato in suono tramite l'altoparlante.

### Antenna
L'antenna è la prima componente di un radioricevitore, deputata a captare i segnali trasmessi nell'aria. È solitamente realizzata con materiali conduttivi, come il rame, e può assumere forme e caratteristiche diverse in base alla frequenza da ricevere e al tipo di ricezione. Tra i modelli più comuni vi è l'antenna a dipolo, composta da due elementi conduttivi disposti linearmente, la cui lunghezza è proporzionata alla lunghezza d'onda del segnale: ad esempio, per una frequenza di 100 MHz (tipica della radio FM), essa misura circa 1,5 metri. L'antenna a loop, formata da un filo metallico disposto ad anello, è adatta soprattutto alla ricezione di frequenze più basse, come quelle della radio AM, e offre una maggiore direzionalità. Un altro tipo diffuso è l'antenna a stilo (o monopolo), costituita da un solo elemento conduttivo verticale, spesso telescopico, che utilizza il corpo del dispositivo o un piano metallico interno come piano di massa. È impiegata comunemente nelle radio portatili per la ricezione delle onde ultracorte (FM). Le antenne per radioricevitori possono essere integrate all'interno del dispositivo, come nelle radio portatili, oppure esterne, preferite quando si desidera una migliore qualità di ricezione, specialmente su lunghe distanze o frequenze particolari.

### Circuito di sintonia
Il circuito di sintonia è una componente fondamentale nei radioricevitori, consentendo la selezione di una specifica frequenza radio tra quelle captate dall'antenna. Nei primi apparecchi, come le radio a galena, la sintonia si otteneva mediante un circuito risonante composto da una bobina e un condensatore variabile. Regolando il condensatore, si modificava la frequenza di risonanza del circuito, permettendo di isolare il segnale desiderato tra i molti presenti nell'etere.
Con l'evoluzione tecnologica, i ricevitori più moderni adottano la tecnica supereterodina, che migliora la selettività e la sensibilità. In questo sistema, oltre al circuito risonante iniziale, è presente un oscillatore locale che genera una frequenza variabile. La differenza tra la frequenza del segnale ricevuto e quella dell'oscillatore locale produce una frequenza intermedia (FI) costante, tipicamente di 455 kHz per l'AM o 10,7 MHz per l'FM. Questa frequenza intermedia è poi amplificata e filtrata per isolare il segnale desiderato, migliorando ulteriormente la qualità della ricezione.

### Demodulazione
La demodulazione è il processo mediante il quale un apparecchio radio separa le informazioni audio (come voce o musica) dal segnale radio portante ricevuto. Questo compito è svolto da un dispositivo detto demodulatore o circuito di rivelazione, che può variare a seconda del tipo di modulazione (AM, FM, ecc.). Nei ricevitori AM, si utilizza spesso un rivelatore a diodo, un componente elettronico semplice in grado di estrarre l'inviluppo del segnale, ovvero le variazioni di ampiezza che corrispondono al suono originario Nei ricevitori FM, invece, si impiegano demodulatori più complessi, come il discriminatore a pendenza o il demodulatore Foster-Seeley, progettati per rilevare le variazioni di frequenza del segnale

### Amplificazione
Dopo la demodulazione, il segnale audio viene inviato a uno o più amplificatori audio. Questi componenti hanno la funzione di aumentare l’ampiezza del segnale, cioè la sua potenza, per renderlo sufficientemente forte da essere udito tramite un altoparlante o delle cuffie. Senza questo processo di amplificazione audio, il segnale estratto dalla modulazione sarebbe troppo debole per muovere la membrana di un altoparlante e produrre suono udibile. L'amplificazione può avvenire in più stadi, ciascuno progettato per aumentare il segnale senza distorcerlo. Nelle radio più semplici, può essere presente un solo stadio finale di amplificazione, mentre in modelli più avanzati, come i ricevitori supereterodina, ci sono anche stadi intermedi per una qualità sonora migliore e una maggiore fedeltà del segnale. Il segnale così amplificato viene poi convertito in onde sonore da un trasduttore elettroacustico, ovvero l'altoparlante. In dispositivi portatili, questo processo può coinvolgere anche circuiti per il controllo del volume, del tono e dell’equalizzazione, per adattare l’uscita alle preferenze dell’utente o alle caratteristiche ambientali.

### Radio analogica e digitale
Una radio analogica fa da interfaccia tra un segnale analogico proveniente dall'antenna e un sistema analogico (un trasduttore o un insieme di trasduttori che trasformano il segnale elettrico proveniente da un amplificatore acustico in suono), oppure fa da interfaccia tra un segnale digitale e un sistema analogico (un trasduttore o un insieme di trasduttori che trasformano il segnale elettrico proveniente da un amplificatore acustico in suono) mediante una conversione interna digitale-analogico.
Una radio digitale invece fa da interfaccia tra un segnale analogico proveniente dall'antenna e un sistema digitale (un trasduttore o un insieme di trasduttori che trasformano il segnale elettrico proveniente da un amplificatore acustico in suono) mediante una conversione interna analogico-digitale, oppure fa da interfaccia tra un segnale digitale decodificato proveniente dall'antenna e un sistema digitale (un trasduttore o un insieme di trasduttori che trasformano il segnale elettrico proveniente da un amplificatore acustico in suono).

### Architetture circuitali
Nel corso della storia delle radio, sono state sviluppate diversi tipi di circuiti elettronici, tutte finalizzate a migliorare la qualità della ricezione e a rendere l'uso dell'apparecchio sempre più semplice e accessibile per l'utente. Le soluzioni circuitali si sono evolute nel tempo, passando da sistemi elettromeccanici a quelli completamente elettronici.
Le prime soluzioni circuitali furono di natura elettromeccanica. Tra queste, il coesore fu uno dei primi dispositivi usati per la rilevazione dei segnali radio, impiegato negli esperimenti di Marconi. Questo dispositivo funzionava come un rilevatore di segnali elettrici, grazie alla sua capacità di modificare la resistenza in presenza di una corrente  Un altro esempio di dispositivo elettromeccanico è il detector magnetico, che, pur con un funzionamento simile, utilizzava il principio dell'induzione elettromagnetica per il rilevamento dei segnali radio.
Con il progresso della tecnologia, si svilupparono soluzioni elettroniche. Una delle prime innovazioni fu il ricevitore a rivelazione diretta, come la radio a diodo o la radio a galena, che non necessitavano di alimentazione esterna, ma sfruttavano il principio della conduzione del diodo per rilevare i segnali radio. Successivamente, venne sviluppato il ricevitore rigenerativo (o a reazione), che utilizzava un circuito di retroazione per amplificare il segnale radio in ingresso, migliorando la sensibilità del ricevitore.
Un'altra configurazione evolutiva fu il ricevitore reflex, che impiegava un circuito di amplificazione comune sia per la rilevazione che per la demodulazione del segnale.. La configurazione eterodina, che ha sostituito in gran parte i modelli precedenti, utilizzava un'oscillazione di frequenza per mescolare il segnale ricevuto con una frequenza locale, permettendo di ottenere una frequenza intermedia stabile, facilmente amplificabile.
Infine, la più moderna delle soluzioni è il ricevitore supereterodina, che combina la tecnica eterodina con un ulteriore stadio di amplificazione, e che, grazie alla sua elevata selettività e sensibilità, è ancora oggi il tipo di circuito predominante nelle radio moderne.

## Tipi di apparecchi radio
Gli apparecchi radio si classificano in base all’uso previsto, alle dimensioni, all’alimentazione e alla tecnologia costruttiva. Tra i principali tipi si distinguono:
- Radio a valvole: apparecchi realizzati prima della diffusione dei transistor, basati su valvole termoioniche. Erano comuni fino agli anni cinquanta e spesso racchiusi in mobili in legno.
- Radio portatili: dispositivi compatti alimentati a batterie, progettati per un facile trasporto. Diffusi per l’ascolto personale, in ambienti domestici o all’aperto.
- Radio da tavolo: di dimensioni medie, pensate per uso domestico fisso, solitamente alimentate da rete elettrica. Possono integrare altoparlanti più potenti rispetto ai modelli portatili.
- Radioricevitori multibanda: ricevono più gamme di frequenze (onda lunga, onda media, onda corta, FM, VHF e altre). Sono utilizzati sia per ascolto amatoriale sia per la ricezione di emittenti internazionali.
- Radio digitali e Internet radio: comprendono ricevitori DAB+ e dispositivi connessi alla rete, capaci di riprodurre contenuti da emittenti online. Possono offrire anche funzioni aggiuntive come il Bluetooth o l’ascolto di podcast.
- Radioricevitori professionali: impiegati in ambiti specializzati come il settore militare, aeronautico o navale, progettati per elevata sensibilità, selettività e affidabilità.

### Radioricevitori professionali

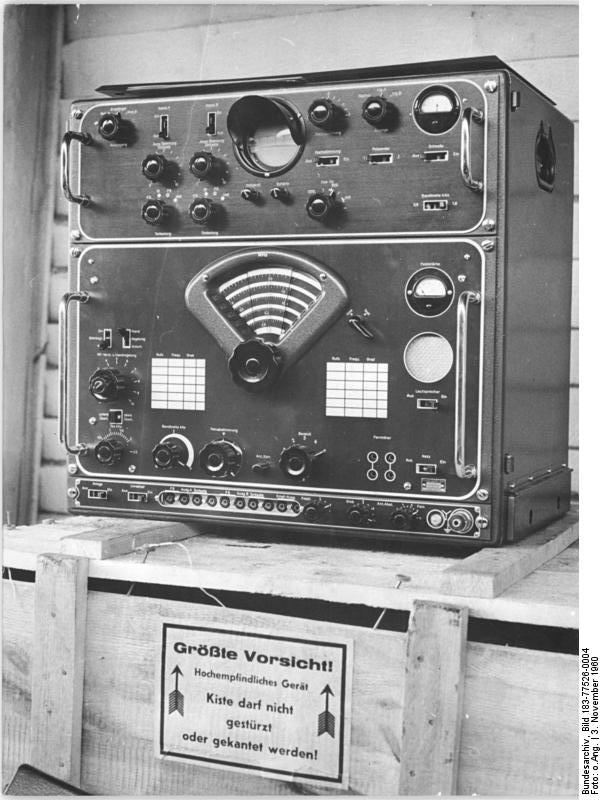
Radioricevitore professionale militare Lorenz 6P304, utilizzato dal governo tedesco a partire dal 1957.

I radioricevitori professionali sono dispositivi progettati per la ricezione di segnali radio in ambiti che richiedono prestazioni elevate, affidabilità e specifiche tecniche avanzate. Vengono impiegati in settori come le telecomunicazioni, il broadcasting, la ricerca scientifica, la navigazione e le comunicazioni militari.
Questi ricevitori si caratterizzano per:
- ampia copertura di frequenze (da pochi kHz a GHz);
- alta sensibilità e selettività;
- filtri variabili per diverse modulazioni (AM, FM, SSB, CW, digitale);
- stabilità di frequenza elevata (oscillatori PLL, quarzo);
- uscite professionali bilanciate e interfacce digitali (USB, LAN, RS-232).

Produttori noti di questi apparecchi includono Rohde & Schwarz, AOR, Icom, Harris, Racal e Watkins-Johnson. Sono disponibili sia in formato da laboratorio (rack 19") che in versioni "ruggedizzate" portatili.
I più recenti sviluppi tecnologici hanno portato all’adozione di ricevitori SDR (Software Defined Radio), che permettono il controllo completo via software dei parametri di ricezione e la compatibilità con un'ampia gamma di standard digitali
Nel contesto della sicurezza civile e meteorologica, tali dispositivi sono fondamentali per la ricezione di segnali di emergenza (EWS), bollettini marittimi NAVTEX e comunicazioni satellitari meteorologiche.
In ambito militare, i radioricevitori professionali svolgono ruoli essenziali nella sorveglianza dello spettro radio, nella decodifica di segnali criptati e nella guerra elettronica.

## Evoluzione del design industriale

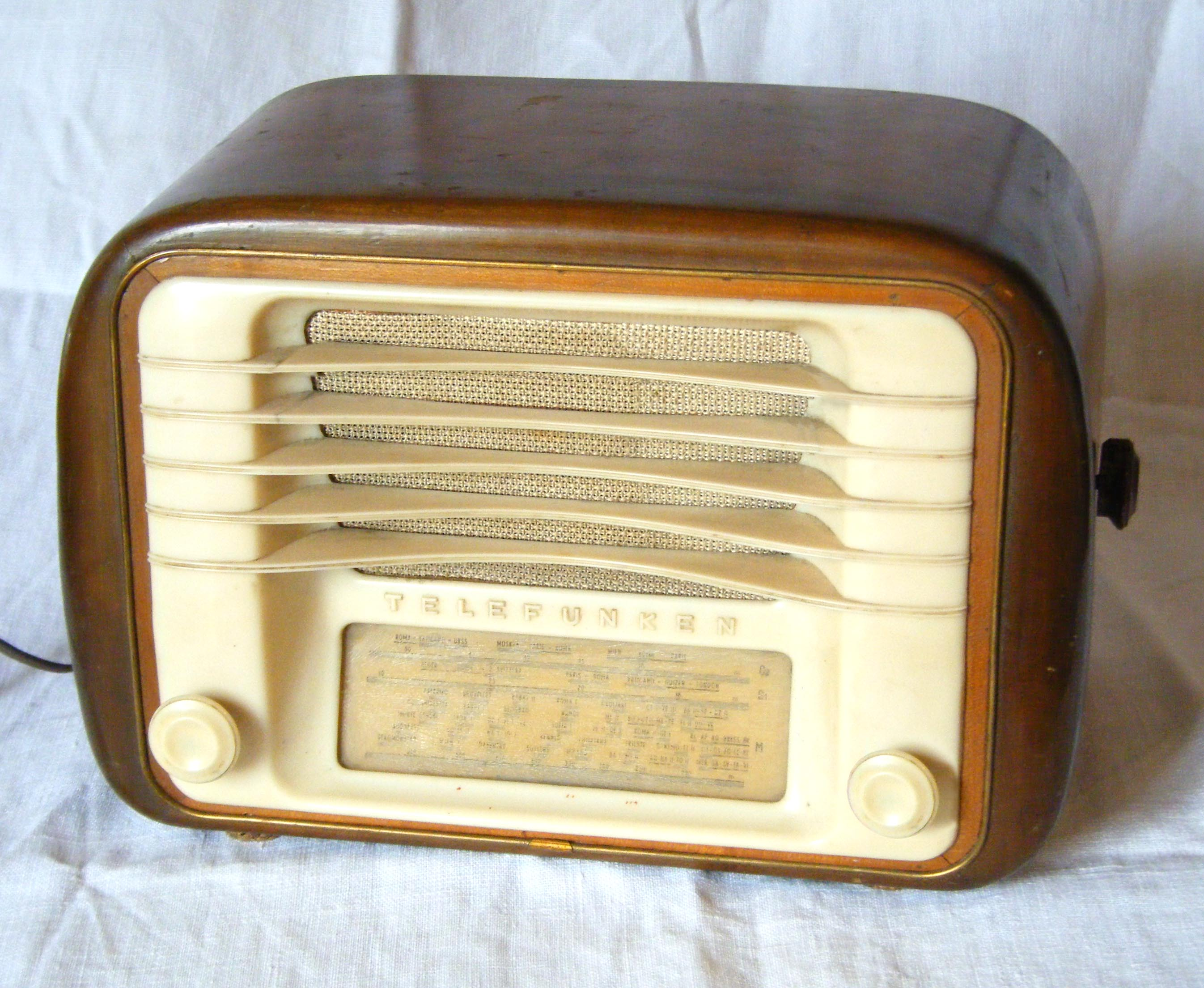
Radio a valvole Telefunken del 1953 con mobile in legno.

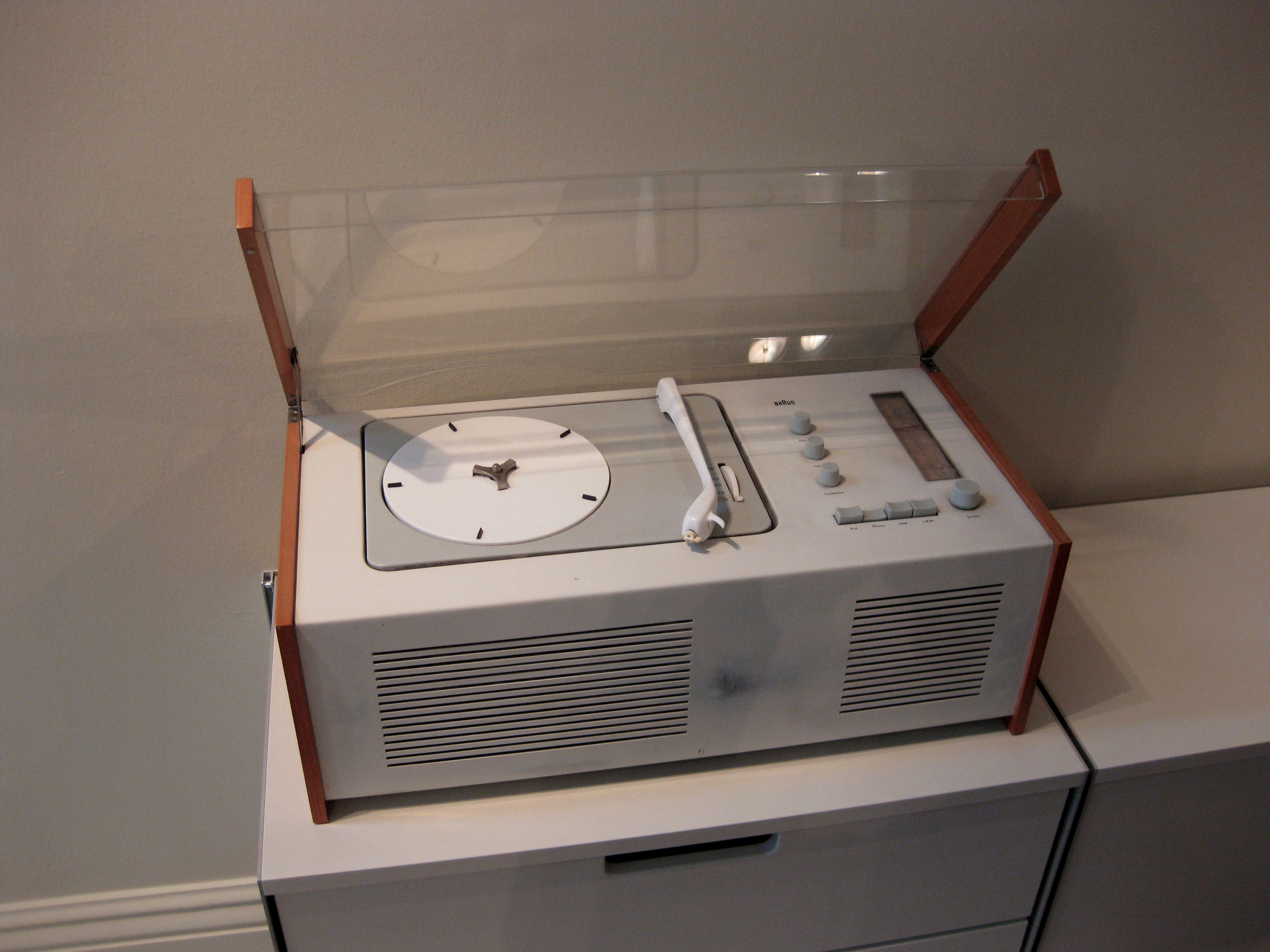
La Braun SK 4, progettata nel 1956. È considerata un'icona del design industriale modernista.

L’evoluzione del design industriale degli apparecchi radio riflette non solo i progressi tecnologici, ma anche i cambiamenti culturali e le tendenze estetiche di ogni epoca.

### Stili e materiali nel tempo
Nei primi decenni del XX secolo, le radio erano spesso realizzate con legno pregiato, come mogano o noce, con finiture artigianali che le avvicinavano a pezzi di arredamento. Successivamente, con la diffusione della radio a transistor negli anni ’50, si adottarono materiali plastici più leggeri e colori vivaci, riflettendo l’ottimismo postbellico e la cultura popolare emergente.
Con il passare del tempo, materiali come l’alluminio e il metallo satinato divennero comuni, soprattutto negli apparecchi di fascia alta, offrendo una combinazione di robustezza e stile moderno.

### Design iconici
Alcuni modelli di radio sono diventati icone del design industriale, come la Braun SK 4, progettata da Dieter Rams e Hans Gugelot nel 1956, che influenzò profondamente il minimalismo nel design elettronico.
Un altro esempio è la radio portatile Sony TR-63 del 1957, primo successo commerciale del transistor radio, che combinava funzionalità e portabilità con un design compatto e pulito.

### L'estetica come elemento culturale
L’aspetto estetico degli apparecchi radio ha sempre rispecchiato il contesto culturale e sociale del periodo. Durante gli anni ’30 e ’40, la radio divenne simbolo di modernità domestica e progresso tecnologico, spesso progettata per integrarsi elegantemente nell’arredamento delle case.
Negli anni successivi, il design delle radio è diventato più funzionale e orientato alla mobilità, rispecchiando i cambiamenti nello stile di vita, con la diffusione di radio portatili e, più recentemente, di dispositivi digitali multifunzione.
Oggi, il design delle radio continua a evolvere, combinando nostalgia vintage e tecnologie moderne per attrarre diversi segmenti di mercato.

## Produttori storicamente o tecnologicamente rilevanti
Nel corso del XX secolo, diverse aziende hanno avuto un ruolo significativo nello sviluppo e nella diffusione degli apparecchi radiofonici, contribuendo con innovazioni tecnologiche e design distintivi.
- Allocchio Bacchini: fondata a Milano nel 1920, iniziò producendo strumenti elettrici e apparecchi per telegrafia. Con l'avvio delle trasmissioni radiofoniche in Italia nel 1924, produsse radioricevitori come la serie "Radialba", divenendo una delle principali industrie elettroniche italiane.[50]
- Radiomarelli: nata nel 1929 a Milano come divisione della Magneti Marelli, si specializzò nella produzione di radio.[51]
- SAFAR: costituita a Milano nel 1923, inizialmente produsse apparecchi radio per usi militari. Negli anni '30 estese la produzione ai ricevitori domestici.[52]
- Phonola: fondata nel 1931 a Milano, produsse radio e radiofonografi distinti per qualità e design.[53]
- Brionvega: fondata nel 1945 a Milano, è famosa per il design innovativo dei suoi apparecchi grazie alla collaborazione con i fratelli Castiglioni e Marco Zanuso. Tra i suoi prodotti più iconici ci sono la radio "Cubo" e il radiofonografo RR126.[54]
- Kuba-Imperial: azienda tedesca fondata nel 1948, famosa per i mobili radio multifunzione che integravano radio, giradischi e televisori. I suoi prodotti univano tecnologia e design per l'arredamento.[55]

Con l’evoluzione tecnologica, gli apparecchi radio moderni hanno integrato funzionalità digitali, connettività internet e interfacce smart. Alcuni produttori si sono distinti per innovazioni significative nel campo della radiofonia contemporanea:
- Sony: pioniere nella miniaturizzazione e digitalizzazione delle radio portatili, ha sviluppato radio DAB e sistemi radio Wi-Fi con integrazione di servizi online.[56]
- Bose Corporation: noto per la qualità audio, ha innovato con radio e speaker smart che combinano radio tradizionale, streaming internet e assistenti vocali.[57]
- Tivoli Audio: celebre per il design raffinato e la qualità sonora, integra radio FM, AM, DAB e internet, con particolare attenzione all’esperienza utente.[58]

## Normativa e standard
La normativa e gli standard degli apparecchi radio rappresentano l'insieme di regolamenti, linee guida tecniche e requisiti legali che disciplinano la progettazione, la produzione, la commercializzazione e l'utilizzo dei dispositivi radio. Queste disposizioni sono fondamentali per garantire l’interoperabilità tra apparecchiature, prevenire le interferenze tra segnali radio e assicurare la sicurezza e la compatibilità elettromagnetica (EMC).

### In Europa
Nell'Unione europea, gli apparecchi radio sono soggetti alla normativa sulla marcatura CE, che impone la conformità a una serie di norme dell'Unione europea, a seconda delle caratteristiche del prodotto e del suo utilizzo previsto. Tali norme sono accettate anche da alcuni stati fuori dall'Unione europea (ad esempio la Svizzera) tramite l'applicazione di accordi di mutuo riconoscimento. Le principali norme che possono risultare applicabili includono:
- la Direttiva 2014/53/UE (RED) relativa alle apparecchiature radio[61]
- la Direttiva 2014/35/UE (LVD) per la sicurezza elettrica[62]
- la Direttiva 2014/30/UE (EMC) sulla compatibilità elettromagnetica[63]
- la Direttiva 2011/65/UE (RoHS) sulla restrizione dell’uso di determinate sostanze pericolose[64].

L'esatta combinazione delle norme sulla marcatura CE applicabili dipende dal tipo di apparecchiatura radio e dal suo campo di applicazione. È responsabilità del fabbricante effettuare una valutazione normativa approfondita per identificare le norme obbligatorie rilevanti, considerando anche eventuali esclusioni indicate nei testi normativi stessi.
Gli obblighi previsti dalla marcatura CE comprendono, tra gli altri:
- la valutazione dei rischi per la salute e la sicurezza del prodotto;[65]
- l'apposizione visibile e leggibile del marchio "CE" (di norma sull’etichetta identificativa del prodotto);[66]
- la redazione di una Dichiarazione di conformità da parte del fabbricante;[65]
- l’eventuale coinvolgimento di un organismo notificato e il rilascio di un Certificato di conformità;[66]
- la predisposizione di un manuale d'uso, installazione e manutenzione conforme ai requisiti normativi.[65]

L'elenco aggiornato degli organismi notificati che effettuano la valutazione della conformità sono indicati sul sito ufficiale della Commissione Europea.
Al termine del loro ciclo di vita, i dispositivi radio devono essere smaltiti come RAEE, secondo quanto previsto dalla Direttiva 2012/19/UE, la quale stabilisce gli obblighi di raccolta differenziata, trattamento, recupero e riciclo di tali rifiuti.

#### In Italia
In Italia la Direttiva RED è stata recepita dal Decreto legislativo 22 giugno 2016, n. 128, pubblicato sulla Gazzetta Ufficiale il 14 luglio 2016 ed entrato in vigore il 15 luglio 2016.
I manuali e la documentazione tecnica devono essere forniti almeno in lingua italiana, come previsto dall'articolo 10 comma 8 del Decreto Legislativo 22 giugno 2016, n. 128, che recepisce la Direttiva 2014/53/UE.